# Villa Chiminelli
Villa Chiminelli è una villa veneta del tardo Cinquecento, situata a Sant'Andrea oltre il Muson, alle porte di Castelfranco Veneto, in provincia di Treviso.

## Storia
Fu a lungo ritenuta costruita dalla famiglia Corner, ma secondo alcuni studi sembra invece essere stata realizzata come canonica per desiderio del nobile Francesco Soranzo, parroco della chiesa vicina. Nei secoli successivi la villa fu di proprietà prima della nobile famiglia Piacentini e poi della famiglia Tiepolo, per giungere infine alla famiglia dei bassanesi Chiminelli, tuttora proprietari, che hanno restaurato i locali e gli affreschi sotto il controllo dell'Istituto Regionale Ville Venete e della Soprintendenza ai Monumenti.

## Struttura
La villa, tipico esempio della cosiddetta "civiltà di villa" segue il classico schema delle ville veneziane dell'epoca, con un ampio salone centrale, quattro stanze laterali e loggia nell'ingresso a cui si accede da una breve scalinata ornata da statue settecentesche che rappresentano le quattro stagioni. L'edificio è interamente affrescato all'interno e all'esterno, e i dipinti, pur avendo la paternità ancora discussa, vengono attribuiti a Benedetto Caliari, con possibile intervento del più noto fratello Paolo Veronese.
La decorazione esterna crea un'architettura dipinta, di sapore palladiano, dove un finto prospetto di colonne racchiude e sottolinea la triplice apertura della loggia e quattro colonne scanalate con capitelli corinzi incorniciano lo stemma della famiglia Soranzo.
I dipinti proseguono all'interno dove domina frequente il tema musicale con angeli musicanti, note e strumenti vari. Si trovano poi figure allegoriche, putti gioiosi (in cui maggiormente si intravede la raffinatezza tecnica di Paolo), festoni fioriti, scene bucoliche e di argomento religioso. Lo stemma dei Corner si trova nella parete nord.
Costituiscono la villa, oltre al piano nobile affrescato, anche un piano seminterrato ad uso cantine, un piano ammezzato, le soffitte ed i locali della servitù. Una cappella con altare di pregio infine è annessa alla villa e si affaccia sul portico.
All'esterno è presente un giardino all'italiana, chiuso da un muro affrescato, decorato da una fontana centrale, numerose sculture in pietra e due barchesse porticate su due piani. 
Oltre la cancellata si trovano la tenuta agricola e il vigneto, divisi da un lungo viale alberato.
Nei rustici adiacenti alla villa sono ospitate raccolte di oggetti della tradizione conciaria (legati alla "Scamosceria del Grappa" gestita un tempo dalla famiglia Chiminelli), della civiltà contadina e di modernariato.